# Matriz (matemática)
Na álgebra linear, uma matriz é um quadro rectangular composto por números. Uma matriz costuma ser representada por uma letra maiúscula, tal como A, e tem um determinado número de linhas (m) e de colunas (n). Neste caso, representa-se por {\displaystyle A_{m\times n}}.
Os termos individuais da Matriz {\displaystyle A} geralmente denotados por {\displaystyle A_{ij}} onde {\displaystyle max[i]=m} e {\displaystyle max[j]=n} são as entradas da matriz. Quando as matrizes têm o mesmo tamanho, ou seja, têm o mesmo número de linhas e colunas que a outra, então essas duas matrizes podem ter seus elementos somados e subtraídos 1 a 1. Para multiplicar, no entanto, deve-se prestar atenção se o número de colunas da primeira matriz é igual ao número de linhas da segunda matriz. Dessa forma, percebe-se que as matrizes não comutam, logo ({\displaystyle A*B\neq B*A}). Toda matriz pode ser multiplicada por um escalar, novamente elemento por elemento. A mais importante aplicação de matrizes é para representar transformações lineares.

## Introdução histórica
O primeiro nome dado às matrizes foi por Cauchy, tableau (em português, "tabela"), mas a denominação matriz veio com James Joseph Sylvester (1814–1897), em 1850. Seu significado coloquial: local onde algo se gera ou cria. Sylvester era um matemático respeitado na álgebra britânica, e foi na Universidade de Cambridge que ele conheceu o matemático inglês Arthur Cayley (1821–1895). Sylvester via as matrizes como mero ingrediente dos determinantes, mas com Cayley elas passam a gradativamente mostrar sua importância.
O primeiro uso implícito da noção de matriz ocorreu com Lagrange que reduziu a caracterização dos máximos e mínimos, de uma função real de várias variáveis, ao estudo do sinal da forma quadrática associada à matriz das segundas derivadas dessa função. Concluímos que a Teoria das Matrizes teve como base a Teoria das Formas Quadráticas, porque seus métodos e resultados básicos foram lá gerados, mas atualmente o estudo das formas quadráticas é um mero capítulo da Teoria das Matrizes.
No estudo da álgebra linear é possível perceber que as matrizes são mais do que objetos estáticos, que gravam informações e dados, na realidade elas representam funções que agem em vetores transformando-os em outros vetores.

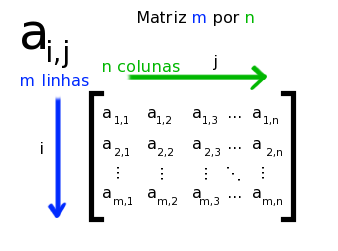
Cada elemento de uma matriz é muitas vezes representado por uma variável com dois subscritos. A variável a_{2,1}, por exemplo, representa o elemento da segunda linha e primeira coluna de uma matriz A.

## Notação
Matrizes são normalmente escritas em colchetes ou parênteses:
{\displaystyle \mathbf {A} ={\begin{bmatrix}a_{11}&a_{12}&\cdots &a_{1n}\\a_{21}&a_{22}&\cdots &a_{2n}\\\vdots &\vdots &\ddots &\vdots \\a_{m1}&a_{m2}&\cdots &a_{mn}\end{bmatrix}}=\left({\begin{array}{rrrr}a_{11}&a_{12}&\cdots &a_{1n}\\a_{21}&a_{22}&\cdots &a_{2n}\\\vdots &\vdots &\ddots &\vdots \\a_{m1}&a_{m2}&\cdots &a_{mn}\end{array}}\right)=\left(a_{ij}\right)\in \mathbb {R} ^{m\times n}}
Matrizes normalmente são denotadas com letras maiúsculas enquanto seus elementos são denotados por letras minúsculas. Além disso, podemos simbolizar matrizes com um estilo tipográfico especial, comumente em negrito em posição vertical não itálico, para distinguir ainda mais matrizes de outros objetos matemáticos.
As linhas horizontais da matriz são chamadas de linhas e as linhas verticais são chamadas de colunas. Logo uma matriz com {\displaystyle m} linhas e {\displaystyle n} colunas é chamada de uma matriz {\displaystyle m} por {\displaystyle n} (escreve-se {\displaystyle m\times n}) e {\displaystyle m} e {\displaystyle n} são chamadas de suas dimensões, tipo ou ordem. Por exemplo, a matriz a seguir é uma matriz de ordem {\displaystyle 2\times 3} com elementos naturais.
{\displaystyle A={\begin{bmatrix}1&2&3\\4&5&6\end{bmatrix}}}
Um elemento de uma matriz {\displaystyle A} que está na {\displaystyle i}-ésima linha e na {\displaystyle j}-ésima coluna é chamado de elemento {\displaystyle i,j} ou {\displaystyle (i,j)}-ésimo elemento de {\displaystyle A.} Ele é escrito como {\displaystyle a_{ij}} ou {\displaystyle a[i,j]}. Nesse exemplo, o elemento {\displaystyle a_{12}} é {\displaystyle 2}, o número na primeira linha e segunda coluna do quadro.
As entradas (símbolos) de uma matriz também podem ser definidas de acordo com seus índices i e j. Por exemplo, {\displaystyle a_{ij}=i+j,} para {\displaystyle i} de 1 a 3 e {\displaystyle j} de 1 a 2, define a matriz {\displaystyle A={\begin{bmatrix}2&3\\3&4\\4&5\end{bmatrix}},} de ordem {\displaystyle 3\times 2.}
Nas linguagens de programação, os elementos da matriz podem estar indexados a partir de 1 (Fortran, MATLAB, R, etc) ou a partir de 0 (C e seus dialetos). Por exemplo, o elemento {\displaystyle a(1,1)} em Fortran corresponde ao elemento {\displaystyle a[0][0]} em C.

## Classificação

### Matriz quadrada
Uma matriz é dita quadrada se tem o mesmo número de linhas e colunas, ou seja, quando {\displaystyle m=n}. Numa matriz quadrada {\displaystyle A} de ordem {\displaystyle n\times n}, a diagonal principal é aquela formada pelos elementos {\displaystyle a_{ij}} tais que {\displaystyle i=j}, para {\displaystyle i} de {\displaystyle 1} a {\displaystyle n} (ou seja, é a diagonal que se estende do canto superior esquerdo ao canto inferior direito). No exemplo abaixo, a diagonal principal é formada pelos seguintes elementos: 1, 0 e 2. A outra diagonal é chamada diagonal secundária, que é formada pelos elementos cuja soma dos índices da linha e da coluna é igual a n + 1. Na matriz abaixo, os elementos 4, 0 e 7 constituem a diagonal secundária.
A={\displaystyle {\begin{bmatrix}1&3&7\\1&0&0\\4&2&2\end{bmatrix}}}
Dizemos que A é uma matriz de ordem 3, pois possui 3 linhas e 3 colunas.

### Matriz diagonal
Uma matriz diagonal é definida como uma matriz quadrada onde todos os elementos cujo {\displaystyle i\neq j} (ou seja, todos os elementos fora da diagonal principal) são nulos, podendo os elementos {\displaystyle i=j} (os da diagonal principal) ser nulos ou não.
{\displaystyle A={\begin{bmatrix}1&0&0\\0&0&0\\0&0&2\end{bmatrix}};B={\begin{bmatrix}4&0&0\\0&3&0\\0&0&12\end{bmatrix}}}

### Matriz escalar
Um múltiplo escalar não nulo de uma matriz identidade é chamado de matriz escalar. Se as entradas da matriz vêm de um corpo, as matrizes escalares formam um grupo, sob a multiplicação matricial, que é isomorfo ao grupo multiplicativo dos elementos não nulos do corpo.
{\displaystyle A=2\cdot I_{3}={\begin{bmatrix}2&0&0\\0&2&0\\0&0&2\end{bmatrix}}.}

### Vetor
Uma matriz onde uma de suas dimensões é igual a 1 é geralmente chamada de vetor. Uma matriz {\displaystyle 1\times n} (uma linha e {\displaystyle n} colunas) é chamada de vetor linha ou matriz linha, e uma matriz {\displaystyle m\times 1} (uma coluna e m linhas) é chamada de vetor coluna ou matriz coluna.

## Classificação de matrizes quanto às suas propriedades
| Tipo de matriz                                   | é quadrada?         | Tem inversa?                                             | Qual é sua transposta?                                    | Positiva/ negativa definida?                                                                           |
| ------------------------------------------------ | ------------------- | -------------------------------------------------------- | --------------------------------------------------------- | --- |
| Matriz identidade {\displaystyle I_{n}}          | Sempre              | Sim, ela mesma: {\displaystyle I_{n}}                    | Ela mesma, {\displaystyle I_{n}} (é uma matriz simétrica) | Sempre é positiva definida                                                                             |
| Matriz inversa {\displaystyle B^{-1}}            | Sempre              | Sim, e é igual à matriz original, {\displaystyle B}      | {\displaystyle \left({B}^{-1}\right)^{\intercal }}        | Positiva definida se {\displaystyle B} for positiva definida                                           |
| Matriz singular {\displaystyle C}                | Sempre              | Nunca                                                    | {\displaystyle C^{\intercal }}                            | |
| Matriz simétrica {\displaystyle D}               | Sempre              | Não necessariamente                                      | {\displaystyle D^{\intercal }=D}                          | Negativa definida se e apenas se todos os valores característicos de {\displaystyle D} forem negativos |
| Matriz transposta {\displaystyle E^{\intercal }} | Não necessariamente | Não necessariamente                                      | {\displaystyle E}                                         | |
| Matriz positiva definida {\displaystyle F}       | Sempre              | Sim, e {\displaystyle F^{-1}} também é positiva definida | {\displaystyle F^{\intercal }}                            | Sempre é positiva definida                                                                             |
| Matriz negativa definida {\displaystyle G}       | Sempre              | Sim, e {\displaystyle G^{-1}} também é negativa definida | {\displaystyle G^{\intercal }}                            | Sempre é negativa definida                                                                             |

### Matriz identidade
A Matriz identidade {\displaystyle I_{n}} é a matriz quadrada {\displaystyle n\times n} em que todas as entradas da diagonal principal são iguais a 1 e as demais são iguais a zero, por exemplo
{\displaystyle I_{2}={\begin{bmatrix}1&0\\0&1\end{bmatrix}}.}
Ela é chamada de matriz identidade pois multiplicá-la por outra matriz não altera a matriz:
{\displaystyle MI_{n}=I_{m}M=M,}
para qualquer matriz {\displaystyle M} de ordem {\displaystyle m} por {\displaystyle n}.

### Matriz inversa
Uma matriz {\displaystyle A^{-1}} é  dita inversa de uma matriz {\displaystyle A,} se obedece às equações matriciais {\displaystyle A\cdot A^{-1}=A^{-1}\cdot A=I,} ou seja, se o produto entre as matrizes é a Matriz identidade. A analogia com os números reais é evidente, pois assim como o produto entre dois números inversos é a unidade (elemento neutro da multiplicação), o produto de duas matrizes inversas é a matriz identidade (elemento neutro da multiplicação entre matrizes). Uma matriz que possui inversa é dita inversível.
A condição necessária e suficiente para que uma matriz quadrada seja inversível é possuir um determinante não nulo, sendo que para uma dada matriz {\displaystyle A,} a matriz inversa é única. A necessidade de possuir determinante não nulo é evidente na equação {\displaystyle \mathbf {A} ^{-1}=\det(\mathbf {A} )^{-1}\cdot {\mbox{adj}}(\mathbf {A} ),} pois nela o determinante da matriz original é denominador de uma fração.

### Matriz transposta
A matriz transposta de uma matriz {\displaystyle A_{m\times n}} é a matriz {\displaystyle A_{n\times m}^{\intercal }} em que {\displaystyle a_{ij}^{\intercal }=a_{ji},} ou seja, todos os elementos da primeira linha, tornar-se-ão elementos da primeira coluna, todos os elementos da segunda linha, tornar-se-ão elementos da segunda coluna, todos os elementos da linha {\displaystyle n,} tornar-se-ão elementos da coluna {\displaystyle n.} Exemplo: {\displaystyle A={\begin{bmatrix}1&2&3\\4&5&6\end{bmatrix}},A^{\intercal }={\begin{bmatrix}1&4\\2&5\\3&6\end{bmatrix}}.}

### Matriz simétrica
Uma matriz {\displaystyle A} é simétrica se {\displaystyle A=A^{\intercal }.} Isso só ocorre com matrizes quadradas.
Um tipo especial de matriz simétrica é a matriz idempotente.

### Matriz positiva/negativa (semi)definida
A classificação de uma matriz em positiva ou negativa definida ou semi-definida é similar à classificação dos números reais em positivos ou negativos.
Seja {\displaystyle M} uma matriz quadrada de dimensão {\displaystyle n\times n} e {\displaystyle z} um vetor não nulo (ou seja, que tenha pelo menos um elemento diferente de zero) de dimensão {\displaystyle n\times 1.} Note que se {\displaystyle n=1,} temos a definição de número real positivo ou negativo.
| Tipo de matriz | Semi-definida | Definida                                                                                                  |
| -------------- | --- | --- |
| Positiva       | {\displaystyle M} positiva semidefinida se {\displaystyle z^{\intercal }Mz\geq 0,\forall z\in \mathbb {R} ^{n}}   | {\displaystyle M} é positiva definida se {\displaystyle z^{\intercal }Mz>0,\forall z\in \mathbb {R} ^{n}} |
| Negativa       | {\displaystyle M} é negativa semidefinida se {\displaystyle z^{\intercal }Mz\leq 0,\forall z\in \mathbb {R} ^{n}} | {\displaystyle M} é negativa definida se {\displaystyle z^{\intercal }Mz<0,\forall z\in \mathbb {R} ^{n}} |

## Operações envolvendo matrizes
Não se define adição ou subtração de um número com uma matriz, e nem divisões envolvendo matrizes.

### Multiplicação de um número real por uma matriz
A multiplicação de um número real por uma matriz é uma das operações mais simples que podem ser feitas com matrizes. Para multiplicar um número {\displaystyle k} real qualquer por uma matriz {\displaystyle n\times m} {\displaystyle A,} basta multiplicar cada elemento {\displaystyle a_{ij}} de {\displaystyle A} por {\displaystyle k.} Assim, a matriz resultante {\displaystyle B} será também {\displaystyle n\times m} e {\displaystyle b_{ij}=k\cdot a_{ij}.} Com isso, pode-se pensar também na noção de dividir uma matriz por um número: basta multiplicá-la pelo inverso desse número. Mas essa noção pode ser perigosa: enquanto a multiplicação entre um número e uma matriz pode ser dita "comutativa", o mesmo não vale para a divisão, pois não se pode dividir um número por uma matriz.
Por exemplo:
{\displaystyle 2{\begin{bmatrix}1&8&-3\\4&-2&5\end{bmatrix}}={\begin{bmatrix}2\times 1&2\times 8&2\times -3\\2\times 4&2\times -2&2\times 5\end{bmatrix}}={\begin{bmatrix}2&16&-6\\8&-4&10\end{bmatrix}}}

### Adição e subtração entre matrizes
Dado as matrizes {\displaystyle A} e {\displaystyle B} do tipo {\displaystyle m} por {\displaystyle n,} sua soma {\displaystyle A+B} é a matriz {\displaystyle m} por {\displaystyle n} computada adicionando os elementos correspondentes:
{\displaystyle (A+B)[i,j]=A[i,j]+B[i,j].}
Por exemplo:
{\displaystyle {\begin{bmatrix}1&3&2\\1&0&0\\1&2&2\end{bmatrix}}+{\begin{bmatrix}0&0&5\\7&5&0\\2&1&1\end{bmatrix}}={\begin{bmatrix}1+0&3+0&2+5\\1+7&0+5&0+0\\1+2&2+1&2+1\end{bmatrix}}={\begin{bmatrix}1&3&7\\8&5&0\\3&3&3\end{bmatrix}}}
Para melhorar a forma de calcular, você pode reescrever a segunda matriz, revertendo seus elementos, onde o elemento (-1) passará para (1) e o elemento (2) passará para (-2) e assim sucessivamente. Após feito isso, além de fazer {\displaystyle A-B,} você usará {\displaystyle A+B.}
Lembre-se: Você só pode fazer isso com uma matriz negativa, onde recebe o sinal negativo, por exemplo: em {\displaystyle -A+B,} o {\displaystyle A} que poderá ser reescrito.

### Multiplicação de matrizes
A multiplicação de duas matrizes é bem definida apenas se o número de colunas da matriz da esquerda é o mesmo número de linhas da matriz da direita. Se {\displaystyle A} é uma matriz {\displaystyle m} por {\displaystyle n} e {\displaystyle B} é uma matriz {\displaystyle n} por {\displaystyle p,} então seu produto {\displaystyle AB} é a matriz {\displaystyle m} por {\displaystyle p} ({\displaystyle m} linhas e {\displaystyle p} colunas) dada por:
{\displaystyle (AB)[i,j]=A[i,1]B[1,j]+A[i,2]B[2,j]+...+A[i,n]B[n,j]}
para cada par {\displaystyle i} e {\displaystyle j.}. 
Por exemplo:
{\displaystyle {\begin{bmatrix}1&0&2\\-1&3&1\\\end{bmatrix}}\times {\begin{bmatrix}3&1\\2&1\\1&0\end{bmatrix}}={\begin{bmatrix}(1\times 3+0\times 2+2\times 1)&(1\times 1+0\times 1+2\times 0)\\(-1\times 3+3\times 2+1\times 1)&(-1\times 1+3\times 1+1\times 0)\\\end{bmatrix}}={\begin{bmatrix}5&1\\4&2\\\end{bmatrix}}}
É importante notar que a multiplicação de matrizes não é comutativa, isto é, existem matrizes {\displaystyle A} e {\displaystyle B} tais que {\displaystyle AB\not =BA.}

## Propriedades

### Determinante
O determinante é uma propriedade matricial útil na resolução de sistema de equações lineares (que sempre podem ser representados através de matrizes), além de outras aplicações matemáticas.

### Transposta da multiplicação
Para respeitar a correspondência entre linhas e colunas de uma multiplicação, a transposta de uma multiplicação de matrizes é dada como a transposta de cada matriz multiplicada na ordem inversa.
Para o caso de duas matrizes:
{\displaystyle (A\cdot B)^{\intercal }=B^{\intercal }\cdot A^{\intercal }}
No caso de várias matrizes:
{\displaystyle (A\cdot B\cdot C\cdot \ldots \cdot N)^{\intercal }=N^{\intercal }\cdot \ldots \cdot B^{\intercal }\cdot A^{\intercal }.}

### Característica
A característica ou posto de uma matriz é um inteiro não negativo que representa o número máximo de linhas (ou colunas) da matriz que são linearmente independentes.

## Aplicação
As aplicações das matrizes são encontradas em todos os campos científicos. 
Em física, são usadas em ramos como mecânica clássica, ótica, eletromagnetismo, mecânica quântica e eletrodinâmica quântica, além de serem essenciais na descrição do movimento de corpos rígidos.
Na teoria da probabilidade e estatística, podem ser utilizadas matrizes estocásticas que são usadas para descrever os conjuntos de probabilidades.
Em computação, as matrizes são usadas em algoritmos de rankeamento de páginas e, por exemplo, no método dos elementos finitos, em que se define um elemento e, através de matrizes, os elementos são reescritos e associados.
Além disso, as matrizes podem ser usadas em Cadeias de Markov, crescimento populacional, grafos, códigos coletores de erros, modelo quântico entre outros.

### Exemplos
1) Calculando a matriz inversa:
{\displaystyle AA^{-1}=I}, pode ser feito a partir de um simples método algorítmico utilizando do conceito de Matriz Ampliada, podendo calcular qualquer Matriz inversa {\displaystyle n\times n}.
O método algorítmico consiste primeiramente em expressar as matrizes A e I na forma de matriz ampliada.
{\displaystyle A={\begin{bmatrix}2&2&8\\1&2&3\\3&3&13\end{bmatrix}};I={\begin{bmatrix}1&0&0\\0&1&0\\0&0&1\end{bmatrix}}}
{\displaystyle A|I=\left({\begin{array}{ccc|ccc}2&2&8&1&0&0\\1&2&3&0&1&0\\3&3&13&0&0&1\end{array}}\right)}
Após construída a matriz ampliada {\displaystyle A|I} devemos transformar o lado correspondente a matriz {\displaystyle A}, na matriz Identidade({\displaystyle I}) através de respectivas somas e subtrações entre linhas e múltiplos das linhas. Consideremos {\displaystyle l_{1}\ a\ primeira\ linha\ ,l_{2}\ segunda\ linha\ ,l_{3}\ terceira\ linha.}
Dividindo a {\displaystyle l_{1}} por {\displaystyle 2}
{\displaystyle A|I=\left({\begin{array}{ccc|ccc}{\frac {2}{2}}&{\frac {2}{2}}&{\frac {8}{2}}&{\frac {1}{2}}&{\frac {0}{2}}&{\frac {0}{2}}\\1&2&3&0&1&0\\3&3&13&0&0&1\end{array}}\right)}
{\displaystyle A|I=\left({\begin{array}{ccc|ccc}1&1&4&{\frac {1}{2}}&0&0\\1&2&3&0&1&0\\3&3&13&0&0&1\end{array}}\right)}
Agora somando {\displaystyle -l_{1}}, {\displaystyle l_{2}}e {\displaystyle -3l_{1}} na {\displaystyle l_{3}}.
{\displaystyle A|I=\left({\begin{array}{ccc|ccc}1&1&4&{\frac {1}{2}}&0&0\\1-1&2-1&3-4&0-{\frac {1}{2}}&1&0\\3-3&3-3&13-12&0-{\frac {3}{2}}&0&1\end{array}}\right)}
{\displaystyle A|I=\left({\begin{array}{ccc|ccc}1&1&4&{\frac {1}{2}}&0&0\\0&1&-1&-{\frac {1}{2}}&1&0\\0&0&1&-{\frac {3}{2}}&0&1\end{array}}\right)}
Somando {\displaystyle l_{3}} em {\displaystyle l_{2}} e {\displaystyle -4l_{3}} em {\displaystyle l_{1}}.
{\displaystyle A|I=\left({\begin{array}{ccc|ccc}1&1&0&{\frac {13}{2}}&0&-4\\0&1&0&-{\frac {4}{2}}&1&1\\0&0&1&-{\frac {3}{2}}&0&1\end{array}}\right)}
Somando {\displaystyle -l_{2}} em {\displaystyle l_{1}}.
{\displaystyle A|I=\left({\begin{array}{ccc|ccc}1&0&0&{\frac {17}{2}}&-1&-5\\0&1&0&-2&1&1\\0&0&1&-{\frac {3}{2}}&0&1\end{array}}\right)}
Neste momento a matriz à direita é a matriz inversa de {\displaystyle A}.
{\displaystyle A^{-1}={\begin{bmatrix}{\frac {17}{2}}&-1&-5\\-2&1&1\\-{\frac {3}{2}}&0&1\end{bmatrix}}}
2)Resolução do sistema linear pelo método de Cramer:
{\displaystyle {\begin{cases}x+y+z=6\\x-y+z=2\\x-y+2z=5\end{cases}}}
Sabendo {\displaystyle AX=B}
{\displaystyle A={\begin{bmatrix}1&1&1\\1&-1&1\\1&-1&2\end{bmatrix}};X={\begin{bmatrix}x\\y\\z\end{bmatrix}};B={\begin{bmatrix}6\\2\\5\end{bmatrix}}}
Definimos quatro determinantes {\displaystyle D,D_{x},D_{y},D_{z}} (onde ocorre a substituição da coluna referente as variáveis {\displaystyle (x,y,z)} por {\displaystyle B})
{\displaystyle D={\begin{bmatrix}1&1&1\\1&-1&1\\1&-1&2\end{bmatrix}};D_{x}={\begin{bmatrix}6&1&1\\2&-1&1\\5&-1&2\end{bmatrix}};D_{y}={\begin{bmatrix}1&6&1\\1&2&1\\1&5&2\end{bmatrix}};D_{z}={\begin{bmatrix}1&1&6\\1&-1&2\\1&-1&5\end{bmatrix}}}
Resolvendo {\displaystyle D,D_{x},D_{y},D_{z}}:
{\displaystyle D=-2,D_{x}=-2,D_{y}=-4,D_{z}=-6}
E portanto:
{\displaystyle x={\frac {D_{x}}{D}},y={\frac {D_{y}}{D}},z={\frac {D_{z}}{D}}}
{\displaystyle x={\frac {-2}{-2}},y={\frac {-4}{-2}},z={\frac {-6}{-2}}}
{\displaystyle x=1,y=2,z=3}